# Disarmonia Mundi
Disarmonia Mundi es una banda de death metal melódico italiana proveniente de Turín, iniciaron su carrera como una banda de death metal progresivo. Después de que Benny Bianco Chinto abandonara la banda, se integró el vocalista de  Soilwork, Björn "Speed" Strid con quien han grabado 3 álbumes. Mantienen un contrato con la disquera italiana Scarlet Records y recientemente con Coroner Records, propiedad del instrumentalista de la banda, Ettore Rigotti.

## Historia

### Primeros años yNebularium
Disarmonia Mundi fue fundada por Ettore Rigotti en el año 2000. La banda inicialmente tuvo severos cambios en sus integrantes pero poco tiempo después, ya con integrantes definitivos, grabaron su primer álbum, Nebularium. El álbum fue producido en su totalidad por Ettore Rigotti y grabado en un estudio en su casa. La respuesta que tuvo el álbum permitió que distribuyeran por su cuenta el material por  Italia y firmaron con Cd-Maximum para su distribución por Rusia. Desafortunadamente, por problemas con sus integrantes, no pudieron realizar presentaciones en vivo, lo que tuvo a consecuencia una pérdida considerable de audiencia, algo que no los detuvo, pues más adelante comenzaron a trabajar en su segundo álbum.

### Nuevos miembros, nueva discográfica yFragments of D-Generation
Los únicos miembros fundadores y estables en la banda, Ettore Rigotti y Mirco Andreis, decidieron integrar a la banda a Claudio Ravinale. Los tres comenzaron a trabajar en su nuevo material junto al exvocalista, Benny Bianco Chinto. Chinto los apoyó escribiendo las letras, pero poco después, decidió abandonar el proyecto para unirse a una banda de melodic death metal llamada Dying Awkward Angel. Más adelante Disarmonia Mundi firmaría contrato con Scarlet Records. 
Todavía en busca de un nuevo vocalista, Ettore contacto con el vocalista de  Soilwork, Björn "Speed" Strid, que inicialmente solo sería "miembro de sesión" en el nuevo álbum, Fragments of D-Generation, pero su integración como miembro de tiempo completo fue algo todavía mejor. El álbum Fragments of D-Generation tuvo muy buenas críticas y no tardaron en filmar su primer vídeo de la canción "Red Clouds". La filmación se dio lugar en el estudio Cinecittà. Después, cuando Strid tomó un breve descanso de la banda para grabar con Soilwork  el álbum Stabbing the Drama, Ettore y Claudio comenzaron a escribir las letras de su tercer álbum.

### La salida de Mirco yMind Tricks
Cuando Ettore y Claudio comenzaron a trabajar en el nuevo álbum, Mirco decide abandonar la banda para concentrarse en otros intereses, específicamente, en su carrera con director cinematográfico. Los miembros restantes grabaron la mayoría del material en tres semanas. La banda quiso agregarle un nuevo estilo vocal al álbum Mind Tricks con Strid de nuevo en las voces, juntando las vocalizaciones limpias entre Claudio y Ettore con la voz gutual de Strid. Durante la grabación, el exintegrante Mirco los apoyó con la filmación del segundo videoclip, de la canción "Celestial Furnace".

### The Isolation Game
El nuevo álbum, The Isolation Game, finalizó su grabación en el año 2009 y fue lanzado el 9 de diciembre de ese mismo año. Strid está de nuevo a cargo de las voces en siete canciones, además de compartir créditos con otros músicos invitados, tales como Antony Hämäläinen y  Olof Mörck, ambos miembros de Nightrage en esos entonces, quienes contribuyen con la voz y las guitarras en numerosas canciones.
El 12 de noviembre de 2008, la banda otorgó información en su página en MySpace: "Ya hemos terminado la pre-producción del próximo y cuarto álbum titulado "The Isolation Game". La noticias acerca de si cambiaran de sello discográfico serán reveladas próximamente." Los títulos de las nuevas canciones son: "Structural Wound", "The Shape of Things to Come", "Ties That Bind", "Perdition Haze", "Stepchild of Laceration", "Digging the Grave of Silence" y "Cypher Drone." La grabación tomo lugar en el estudio de Ettore Rigotti, "The Metal House"  en Italia. Bjorn "Speed" Strid (Soilwork, Terror 2000) tomo parte de nueva cuenta en la grabación de The Isolation Game.
La banda relanzara su primer álbum y un EP titulado The Restless Memoirs, los cuales se lanzaran en junio de 2009. El título de una nueva canción, incluida en el EP es "Across the Burning Surface".

## Miembros

### Miembros actuales
- Ettore Rigotti − guitarra, batería, bajo, teclado y voces limpias.
- Claudio Ravinale − voces góticas, letras.

### Miembros de sesión
- Björn "Speed" Strid − deathgrowls, voces limpias y gritos.

### Miembros pasados
- Mirco Andreis − bajo
- Benny Bianco Chinto − voz
- Simone Palermiti − guitarra
- Federico Cagliero − guitarra

## Discografía
- Nebularium (2001)
- Fragments of D-Generation (2004)
- Mind Tricks (2006)
- The Restless Memoirs EP (2009)
- Nebularium + The Restless Memoirs Recopilación (2009)
- The Isolation Game (2009)
- Princess Ghibli: Imaginary Flying Machines (Colaboración) (2011)
- Cold Inferno (2015)

## Videografía
- "Red Clouds" de Fragments of D-Generation
- "Celestial Furnace" de Mind Tricks, disponible en su sitio web.